# Vîpîskî, Peremîșleanî
Vîpîskî (în ucraineană Виписки) este un sat în comuna Borșciv din raionul Peremîșleanî, regiunea Liov, Ucraina.

## Demografie
Componența lingvistică a localității Vîpîskî
     Ucraineană (100%)
Conform recensământului din 2001, toată populația localității Vîpîskî era vorbitoare de ucraineană (100%).